# 曹節 (宦官)
曹节（2世纪—181年），字汉丰，南阳郡新野县人，是汉灵帝时有权势的宦官，曾参与诛杀窦武、陈蕃。

## 生平
据《后汉书》记载，其本魏郡人，出身于世吏二千石的家族。顺帝初，曹节以西园骑迁小黄门，桓帝时，为中常侍，奉车都尉。
建宁元年（168年），因迎立灵帝有功，被封为长安乡侯。当时窦太后临朝，大将军窦武与太傅陈蕃密谋诛杀宦官，曹节于是和长乐五官史朱瑀、从官史共普、张亮等十七人矫诏以长乐食监王甫为黄门令，控制灵帝与窦太后，并派兵诛杀窦武、陈蕃等，事后曹节迁为长乐卫尉，并被封为育阳侯，增邑三千户；王甫迁为中常侍，依旧为黄门令；朱瑀被封为都乡侯，千五百户；共普、张亮等五人各三百户；其他十一人则都被封为关内侯，岁食租二千斛。
建宁二年（169年），曹节病困，诏拜为车骑将军，病愈罢，复为中常侍，位特进，不久被任命为大长秋。五年（172年）六月初十，在窦武失败后失势被幽禁的窦太后去世，曹节、王甫仇恨窦武，提出以贵人之礼安葬窦太后及改以冯贵人配享桓帝，因廷尉陈球、太尉李咸等力争而未果。熹平元年（172年），曹节与王甫等共同诬陷桓帝弟勃海王刘悝谋反，刘悝被诛杀后，以功受封者有十二人，王甫被封为冠军侯，曹节亦增邑四千六百户，并前七千六百户，父兄子弟皆为公卿列校、牧守令长，布满天下。光和二年（179年）为尚书令。
光和四年（181年），曹节逝世，死后被追赠为车骑将军。

## 家族
- 弟曹破石，為越騎校尉。
- 從子曹紹，曾為東郡太守。
- 女婿冯芳，为西園八校尉之一。

## 延伸阅读
[在维基数据编辑]
 《後漢書·卷78》，出自范晔《後漢書》